# Diamond Tears
「Diamond Tears」（ダイヤモンド・ティアーズ）は2000年2月23日に発売された高橋克典の14枚目のシングル。

## 解説
織田哲郎とのコラボレーション第2弾。
日本コロムビア在籍最後のシングル。

## 収録曲
1. Diamond Tears
作詞：安藤秀樹
作曲：織田哲郎　
編曲：西平彰
2. 抱きしめたい (acoustic ver.)
作詞・作曲：高橋克典　
編曲：高橋克典・TARACO
3. Diamond Tears (inst.)